# Триселенид дитантала
Триселенид дитантала — бинарное неорганическое соединение
тантала и селена
с формулой Ta2Se3,
кристаллы.

## Получение
- Сплавление стехиометрических количеств чистых веществ:

{\displaystyle {\mathsf {2Ta+3Se\ {\xrightarrow {1140^{o}C}}\ Ta_{2}Se_{3}}}}

## Физические свойства
Триселенид дитантала образует кристаллы
моноклинной сингонии, пространственная группа P 21/m, параметры ячейки a = 0,6495 нм, b = 0,3408 нм, c = 0,9206 нм, β = 103,63°, Z = 2,
структура типа трисульфида димолибдена Mo2S3
.